# Joel Beckett
Joel Beckett (nacido Joel Bygraves; 27 de noviembre de 1973) es un actor inglés.

## Vida y carrera
Es conocido por interpretar a Jake Moon en el serial televisivo de la BBC EastEnders y como Lee en la versión original de la serie de comedia The Office. Nacido en Potton, Bedfordshire, fue educado en Bedford School. También apareció en otras series de televisión como Holby City y Band of Brothers. En 2005 apareció en la película Green Street Hooligans como el propietario de un pub.

## Filmografía

### Películas
| Año  | Título                 | Papel                       | Notas        |
| ---- | ---------------------- | --------------------------- | ------------ |
| 1998 | Underground            | Des                         |              |
| 2005 | Green Street Hooligans | Terry                       |              |
| 2009 | Christmas Time         | Terry                       | Cortometraje |
| 2009 | Eve                    | Tom/Liam                    |              |
| 2009 | Piccadilly High Noon   | Vaquero                     | Cortometraje |
| 2010 | Spoiler                | Chico de efectos especiales | Cortometraje |
| 2010 | The Big I Am           | Johnny                      |              |
| 2011 | What's the 48?         | Motociclista                | Cortometraje |
| 2014 | Snow in Paradise       | Kenny                       |              |
| 2015 | Dough                  | O'Neill                     |              |
| 2017 | 6 Days                 | Policía #2                  |              |
| 2018 | The Snarling           | Bruce                       |              |
| 2021 | Hunting Bears          | Andy                        | Cortometraje |

### Televisión
| Año       | Título                        | Papel                      | Notas |
| --------- | ----------------------------- | -------------------------- | --- |
| 1996      | The Bill                      | Andy Collier               | 1 episodio: "Taking Out the Rubbish"                                                                                    |
| 1997      | Silent Witness                | Agente de policía n.º 2    | 1 episodio: "Friends Like These"                                                                                        |
| 1997      | An Unsuitable Job for a Woman | Lunn                       | 1 episodio: "Sacrifice"                                                                                                 |
| 1998      | The Jump                      | Conductor                  | 1 episodio #1.4 |
| 2000      | Happy Birthday Shakespeare    | Camarógrafo                | |
| 2000      | The Bill                      | Tony McBride               | 2 episodios: "Bad for Your Health" (Partes 1 & 2)                                                                       |
| 2001      | Shockers                      | Mate 2                     | 1 episodio: "Cyclops"                                                                                                   |
| 2001      | Band of Brothers              | Cargo de cuartos           | 1 episodio: "Crossroads"                                                                                                |
| 2001–2003 | The Office                    | Lee                        | Secundario: 13 episodes                                                                                                 |
| 2003      | Holby City                    | Joel Holmes                | 1 episodio: "Til Death Us Do Part"                                                                                      |
| 2003      | Doctors                       | Douglas Lipton             | 1 episodio: "Aftershock"                                                                                                |
| 2004–2006 | EastEnders                    | Jake Moon                  | Personaje regular |
| 2008      | He Kills Coppers              | Vic Sayles                 | |
| 2009      | Heartbeat                     | Jim Osgood                 | 1 episodio: "School of Hard Knocks"                                                                                     |
| 2009      | Casualty                      | Jim                        | 1 episodio: "Fight or Flight"                                                                                           |
| 2010      | Missing                       | Jerry Grace                | 1 episodio #2.4 |
| 2010      | The Bill                      | Peter Grigson              | 1 episodio: "The Truth Will Out"                                                                                        |
| 2011      | Holby City                    | Jimmy Mercer / Joel Mercer | 2 episodios: "Rescue Me" & "All About Me"                                                                               |
| 2013      | Life of Crime                 | Gainham                    | 2 episodios |
| 2014–2016 | Casualty                      | Mark Richie                | 4 episodios: "The Love You Take" (2014), "The Last Goodbye" (2015), "Survivors" (2016) & "Tangled Webs We Weave" (2016) |
| 2016      | Coronation Street             | Consultor pediátrico       | 1 episodio |